# قاي هيويت
قاي هيويت (بالإنجليزية: Guy Hewitt)‏ هو كاهن أنجليكاني باربادوسي، ولد في 1967.